# Электрошоковое оружие

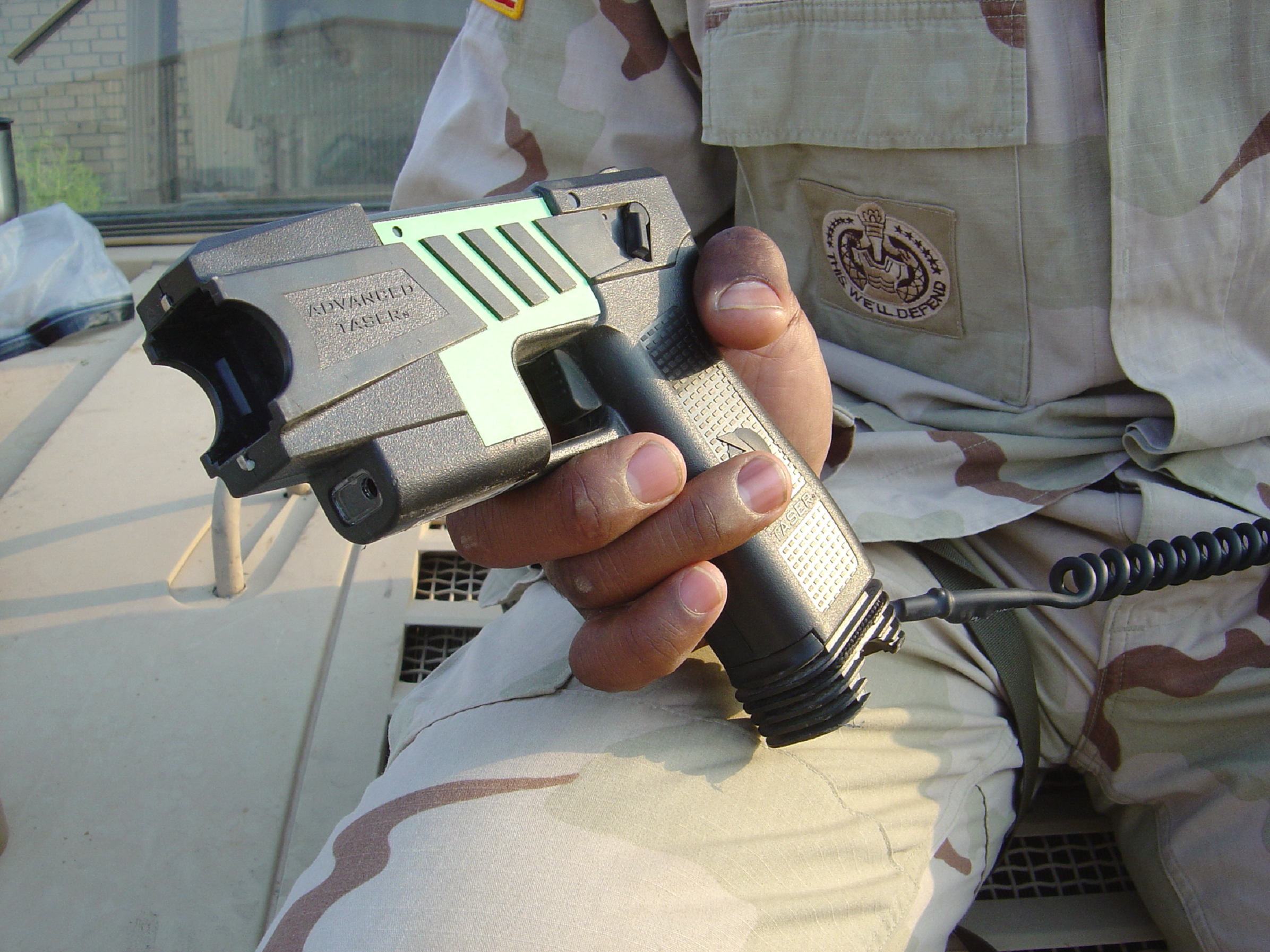
Тэйзер-М26 — один из видов дистанционного электрошокового оружия

Электрошоковое оружие — оружие, принцип действия которого основан на непосредственном действии электрического разряда на живую цель, одно из устройств для самообороны. Относится к классу оружия нелетального действия (ОНД)
Электрошоковое оружие бывает контактным (ЭШО, ЭШУ) и дистанционным (ДЭШО, ДЭШУ).

## Принципы воздействия современного электрошокового оружия
Эффект воздействия электрошокового оружия вызывается тем, что электрическое возбуждение передается нервным клеткам, вызывая в основном болевой шок, а также кратковременные судороги и состояние «ошарашенности», дезориентации. В результате человек теряет возможность двигаться и сопротивляться.

## Эффективность воздействия электрошокового оружия
Проверка эффективности действия электрошокового оружия на человека в разных странах в недавнее время осуществлялась различными методами.

## Устройство
В составе электрошокового оружия контактного и дистанционного действия содержится источник электропитания (батарея или аккумулятор), конденсатор, блок электронного преобразователя напряжения (например, мультивибраторы, блокинг-генераторы) и высоковольтный умножитель или трансформатор.

## Электрошоковое оружие в России
В России электрошокеры, соответствующие ГОСТ Р 70017-2022«Устройства электрошоковые», относятся к гражданскому оружию. ГОСТ определяет максимальную среднюю мощность на нагрузке 1 кОм в 10 Вт, для гражданских электрошокеров. Мощность электрошокеров МВД регламентируется новыми отраслевыми стандартами. Требования максимального напряжения искрового разряда для гражданских носимых устройств не регламентируется.
На территории Российской Федерации запрещается оборот в качестве гражданского и служебного оружия электрошоковых устройств и искровых разрядников, произведенных за пределами территории Российской Федерации.